# Jörg Scheibe

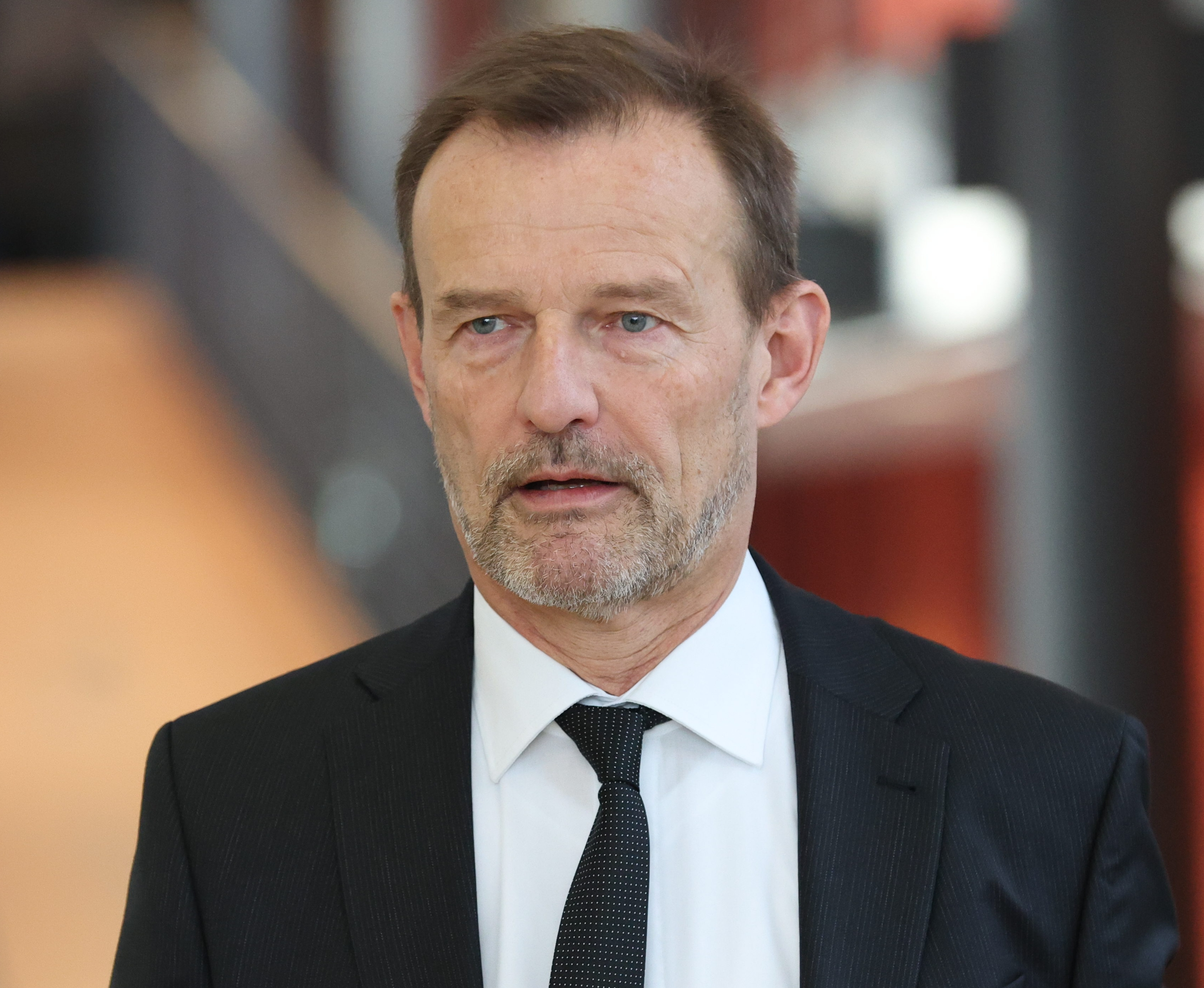
Jörg Scheibe (2024)

Jörg Scheibe (* 19. Juli 1962 in Karl-Marx-Stadt) ist ein deutscher Politiker (BSW, SED). Er gehört seit 2024 dem Sächsischen Landtag an, zu dessen drittem Vizepräsidenten er gewählt wurde. Scheibe führt zusammen mit Sabine Zimmermann als einer der beiden Landesvorsitzenden das BSW Sachsen.

## Leben
Scheibe leitet ein Unternehmen, das Klima-, Sanitär- und Heizungsanlagen für große Bauprojekte plant. Zudem leitet er an der Berufsakademie Glauchau den Studiengang Versorgungs- und Umwelttechnik.
1988 wurde Scheibe Mitglied der Sozialistischen Einheitspartei Deutschlands (SED). Nach der Wende und der friedlichen Revolution in der DDR trat er aus der SED aus und war nicht mehr politisch aktiv. 2024 wurde er Mitglied im neu gegründeten Bündnis Sahra Wagenknecht (BSW) und wurde zu einem der beiden Landesvorsitzenden in Sachsen gewählt. Er gibt als Grund für seinen Einstieg eine „allgemeine Unzufriedenheit mit der aktuellen Politik“ an. Bei der Landtagswahl in Sachsen 2024 wurde Scheibe als Spitzenkandidat des BSW in den Sächsischen Landtag gewählt. Anschließend kandidierte er als Vorsitzender der BSW-Fraktion, unterlag aber gegen Sabine Zimmermann. Am 1. Oktober 2024 wurde Scheibe im zweiten Wahlgang zu einem der vier Vizepräsidenten des Sächsischen Landtags gewählt.
Scheibe setzt sich für einen längerfristigen Umstieg auf CO2-freie erneuerbare Energien ein, sieht jedoch Erdgas als Übergangsenergierohstoff. Er sprach sich trotz des russischen Angriffskriegs auf die Ukraine dafür aus, Erdöl und Erdgas „auf direktem Weg“ aus Russland zu importieren.